# 広川南インターチェンジ
広川南インターチェンジ（ひろがわみなみインターチェンジ）は、和歌山県有田郡広川町にある、湯浅御坊道路のインターチェンジである。和歌山方面のみ接続しているハーフインターチェンジで、出口には通行券に対応した自動収受機があり、制御は隣の広川ICより行う完全無人のインターチェンジである。

## 道路
- E42 湯浅御坊道路（28-1番）

## 歴史
- 2004年（平成16年）10月16日 : 供用開始[1]。
- 2024年（令和6年）3月18日 : 料金所がETC専用になる[2]。

## 周辺
若干の人家があるのみの山間部で、店舗や自動販売機などは無い。
- 熊野御坊南海バス 湯浅線 上津木停留所
- 滝原温泉 ほたるの湯
- 広川町立津木小学校

## 接続する道路
- 和歌山県道176号井関御坊線

## 料金所

### 入口
- レーン数：1（和歌山・大阪方面への流入）
  - ETC・サポート：1

### 出口
- レーン数：2（和歌山・大阪方面からの流出）
  - ETC専用：1
  - サポート：1

## 隣
E42 湯浅御坊道路
(28)広川IC - (28-1)広川南IC - (29)川辺IC